# Бистршице-над-Пернштейнем
Бистршице-над-Пернштейнем (чеш. Bystřice nad Pernštejnem) — город в Чехии в районе Ждяр-над-Сазавоу края Высочина. Находится на 24 км восточнее от города Ждяр-над-Сазавоу на реке Бистршице. На 1 января 2015 в городе проживало 8343 человек.

## История
Селение Бистршице было основано в XIII веке. Первое письменное упоминание о нём относится к 1298 году. Своё название оно получило от реки Бистршице. В XIV веке Бистршице стал хозяйственным и торговым центром окрестных деревень, принадлежащих панам из Пернштейна.
В 1580 году Бистршице получил статус города от короля Рудольфа II. В 1588 году пан Ян IV из Пернштейна продал замок Пернштейн и принадлежащие ему земли городу Брно. Вскоре Брно продал Бистршице Вацлаву Плесу Гержманскому из Слоуона. В 1609 году Бистршице купил Ян Чейк из Ольбрамовиц, который участвовал в восстании против Фердинанда II и после Битвы на Белой горе потерял всё своё имущество, включая Бистршице. Управление Бистршинским панством в 1621 году было передано императорским приближённым Вацлаву Застршизлу и Яну Матьяшовскому. В 1623 году Бистршинское панство было продано графу Йиржи из Находа.
В 1905 году до города была проведена железная дорога, ведущая из Ждяра-над-Сазавоу до Тишнова, благодаря чему начала развиваться промышленность. Расцвету города также способствовало развитие урановой индустрии Дольни-Рожинце. 10 мая 1925 года город Бистршице был переименован в Бистршице-над-Пернштейнем.

## Население
| Год  | Численность | Численность |
| ---- | ----------- | ----------- |
| 1869 | 5468        | [ 5 ]       |
| 1880 | 5405        | [ 5 ]       |
| 1890 | 5119        | [ 5 ]       |
| 1900 | 5006        | [ 5 ]       |
| 1910 | 4770        | [ 5 ]       |
| 1921 | 4576        | [ 5 ]       |
| 1930 | 4170        | [ 5 ]       |
| 1950 | 3922        | [ 5 ]       |
| 1961 | 5032        | [ 5 ]       |
| 1970 | 7644        | [ 5 ]       |
| 1980 | 9510        | [ 5 ]       |
| 1991 | 9304        | [ 5 ]       |
| 2001 | 9068        | [ 5 ]       |
| 2014 | 8444        | [ 6 ]       |
| 2016 | 8302        | [ 7 ]       |
| 2017 | 8202        | [ 8 ]       |
| 2018 | 8112        | [ 9 ]       |
| 2019 | 8110        | [ 10 ]      |
| 2020 | 8004        | [ 11 ]      |
| 2021 | 7982        | [ 12 ]      |
| 2022 | 7835        | [ 13 ]      |
| 2023 | 7906        | [ 14 ]      |
| 2024 | 7896        | [ 15 ]      |
| 2025 | 7871        | [ 3 ]       |

## Города-побратимы
- Mád[вд], Венгрия
- Богухвала (город), Польша
- Вранов-над-Топлёу, Словакия
- Криммичау, Германия

## Известные уроженцы
- Земанова, Ивана (род. 1965) — первая леди Чехии (2013-2023).
- Кобсинек, Ладислав (1903-1988) — чехословацкий офицер, коллаборационист, организатор Жиденецкого путча (1933).